# 정재권
정재권(1970년 11월 5일 ~ )은 대한민국의 은퇴한 축구 선수 및 현 지도자이다. 현재 한양대학교의 감독을 맡고 있다. 선수 시절 포지션은 공격수이다.

## 개요
사하초등학교, 장평중학교, 부산상업고등학교, 한양대학교를 졸업하였다. 폭발적인 스피드와 저돌적인 돌파, 빠른 발놀림으로 제트기를 뜻하는 '쌕쌕이'라는 별명을 얻었다.

## 클럽 경력
한양대학교를 졸업한 뒤, 1993년 그는 K리그 드래프트를 거부하고 실업 축구단인 중소기업은행 축구단에서 자신의 성인 축구 경력을 시작하였다.
1994년 부산 대우 로얄즈에서 프로에 데뷔하여, 1997년 K리그 우승 등에 크게 기여하였다. 1998년 포르투갈 리가의 비토리아 FC로 이적하여 좋은 활약을 펼쳐 팀에서 인정받았으나, 에이전트의 일처리 미숙 및 친정팀인 부산 대우 로얄즈의 복귀 압박으로 인하여 3개월만에 친정팀 부산 대우 로얄즈로 복귀하게 되었다. 1998년 8월 22일 수원 삼성 블루윙즈와의 원정 경기에서 K-리그 통산 21번째로 20-20클럽에 가입하였다. 2000년 2월 2일 포항 스틸러스로 이적하였고, 2001 시즌 도중 은퇴하였으며 당시 대우는 본인(정재권)에 앞서 김현수 우성문이 2000년 1월 24일 성남 일화 천마로 이적했고 1999년 영입한 손현준이 2000년 1월 초 자유계약선수로 풀린 뒤 안양 LG 치타스로 복귀하기도 했으며 2000년 2월 10일 현대산업개발에  구단이 매각됐다.
2008년 K3리그의 서울 유나이티드에 입단해 아마추어 선수 생활을 시작하였다.

## 국가대표팀 경력
1992년 하계 올림픽에 국가대표로 발탁되었다. 1992년 8월 26일, 다이너스티컵에서 중국과의 경기로 A매치 데뷔전을 치렀다. A매치 14경기에서 3골을 넣었다.

## 지도자 경력
2001년 은퇴 이후에 동의대학교의 코치로 활동하였으며, 2003년부터 동래중학교 감독을 역임하였다.
2008년에 모교인 한양대학교 축구부 코치로 자리를 옮겼고, 2014년부터 한양대학교 축구부 감독으로 승격됐다.

## 플레이 스타일
현역 시절 주포지션은 오른쪽 윙어로써 폭발적인 스피드와 시원시원한 드리블로 상대를 압도하였고 많은 이들의 시선을 한 몸에 사로 잡았다. 파워풀하고 상대 수비수와 몸싸움도 마다하지 않는 파괴적인 느낌의 돌파를 선보였다.

## 그 외
2009년에는 국민생활체육협의회의 주최 하에 3주간 '행복 나눔 축구교실'을 개소하고 진행하기도 하였다.

## 경력 목록

### 클럽 경력
- 1993년  기업은행
- 1994년 ~ 1999년  부산 대우 로얄즈
- 1998년  비토리아 FC (임대)
- 2000년 ~ 2001년  포항 스틸러스
- 2008년  서울 유나이티드

### 지도자 경력
- 2002년 동의대학교 코치
- 2003년 ~ 2007년 동래중학교 감독
- 2008년 ~ 2013년 한양대학교 코치
- 2014년 ~ 현재 한양대학교 감독

## 수상 내역

### 개인
- 1997년 K리그 베스트 11 선정

### 클럽

#### 부산 대우 로얄즈
- K리그 우승 1회 (1997년)
- K리그 준우승 1회 (1999년)
- 아디다스 컵 우승 1회 (1997년)
- 프로스펙스 컵 우승 1회 (1997년)
- 필립모리스 컵 우승 1회 (1998년)
- 대한화재 컵 준우승 1회 (1999년)